# Esparreguera boscana
L'esparreguera boscana (Asparagus acutifolius) és un arbust en forma de liana. També rep el nom d'esparreguera fonollera o esparreguera borda.

## Morfologia
Té una tija de 40 cm a més de 2 m de llargada, flexible i corbada, amb brots basals que apareixen a la primavera drets i tendres anomenats turions (els espàrrecs), amb fulles molt reduïdes que passen desapercebudes, de l'axil·la de les quals surten feixos de 5 a 12 cladodis disposats en verticils, curts, de 3 a 6 mm, persistents, rígids i punxants, que prenen la funció fotosintetitzadora que les fulles no fan.
Les flors són d'un groc verdós, unisexuals, les masculines, i les femenines situades en peus diferents (planta dioica), disposades d'1 a 4 en cada nus, oloroses, amb un sol embolcall floral en forma de campana, amb 6 divisions. La floració esdevé entre agost i setembre.
El fruit madur és una petita baia negra, d'uns 5 mm amb 1 o 2 llavors.

## Localització
A terra baixa en el domini dels alzinars de tots els Països Catalans, tant en els boscos com en les garrigues i marges. Es pot trobar entre els 0 i els 1.000 metres d'altitud.

## Època de recol·lecció
A la primavera, abans que es facin llenyosos, se'n cullen els brots tendres. S'han de collir tallant-los arran de terra o esquinçant-los del rizoma.

## Ús gastronòmic
La manera més freqüent de cuinar els brots tendres de l'esparreguera boscana és en truita.

## Etimologia
El seu nom prové del grec aspáragos -esparreguera-, i del llatí acutus -agut- i folium -fulla-, en referència als cladodis aguts i punxants i que, en realitat, no són les fulles.

## Galeria

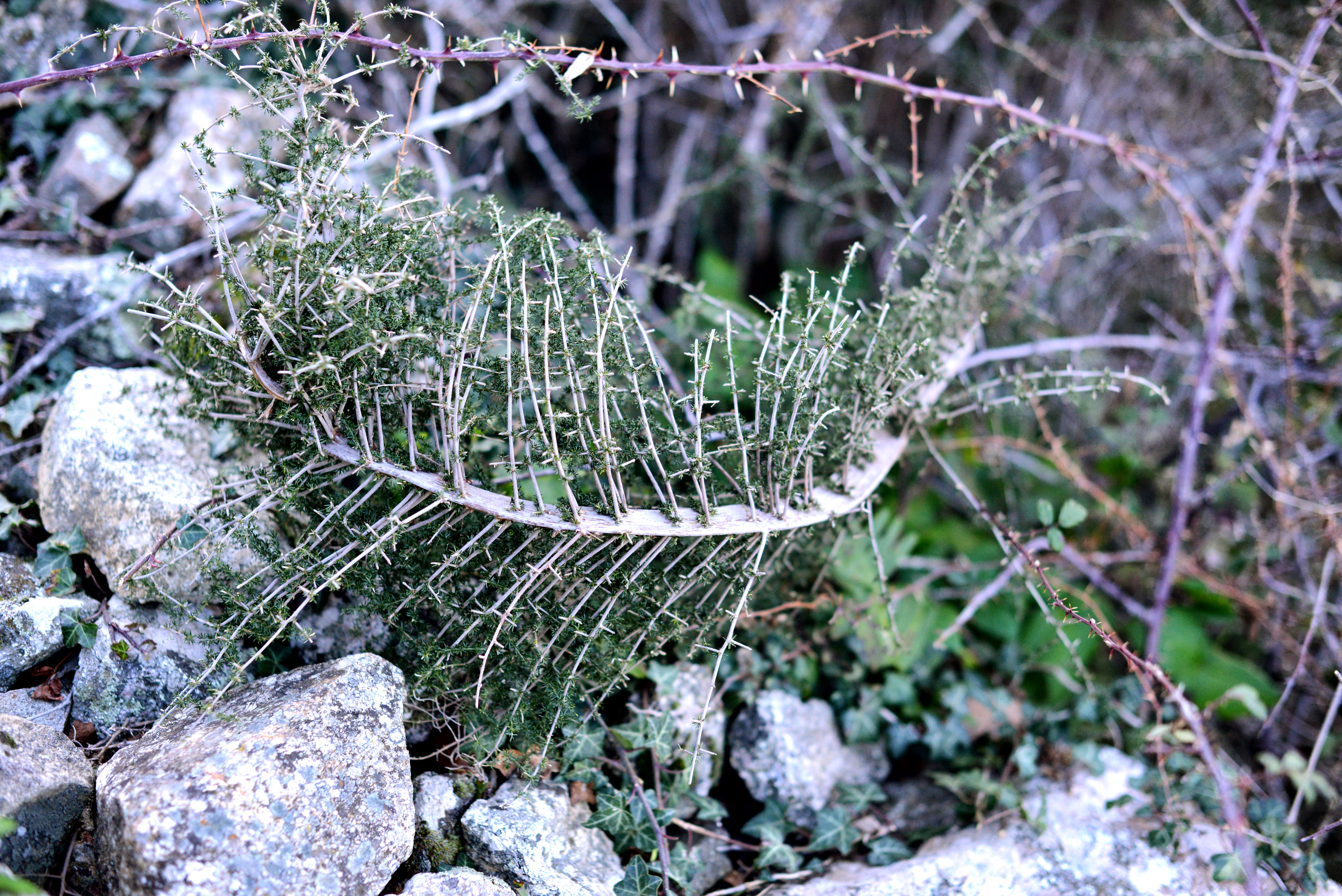
Vista de la planta
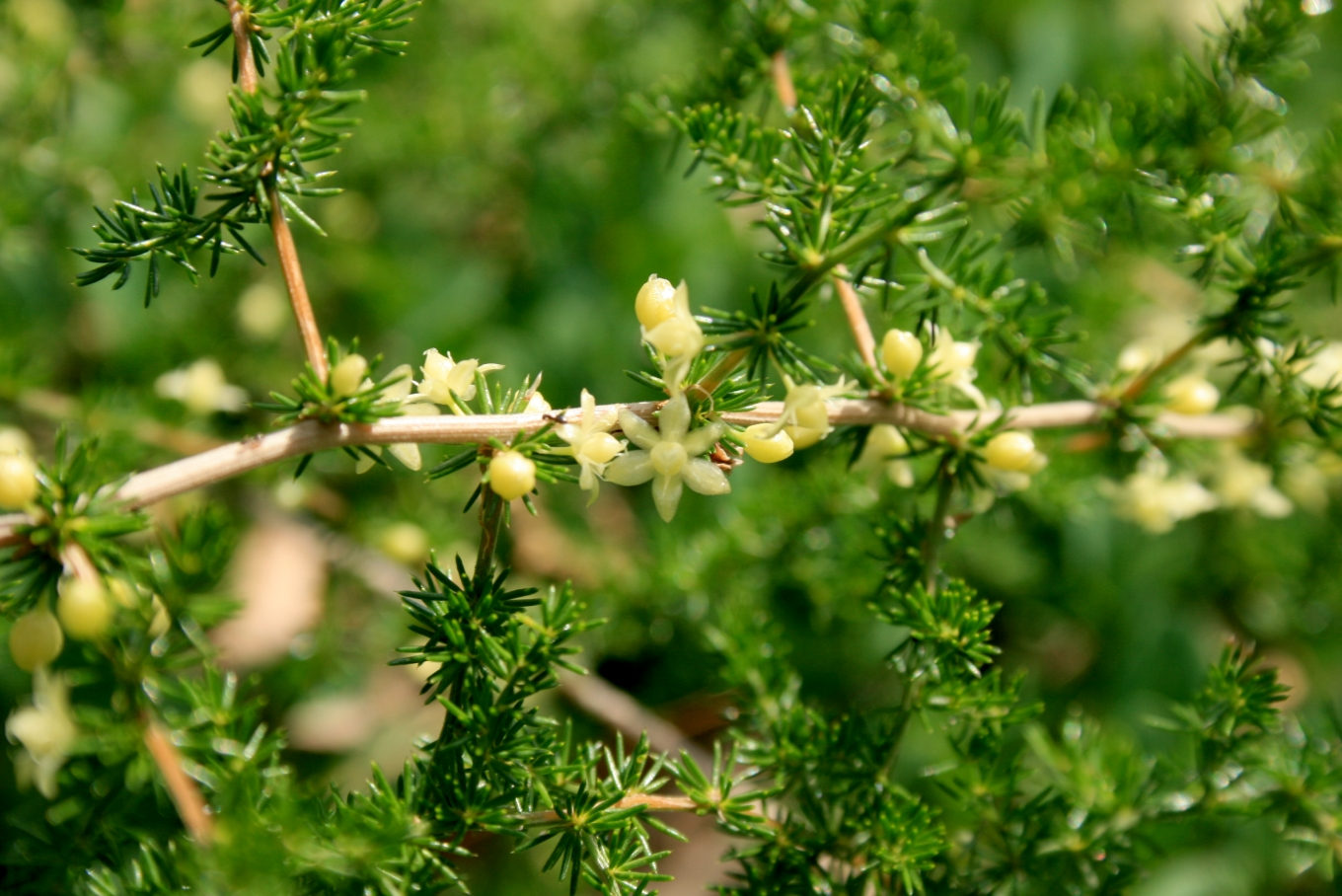
Planta amb flors
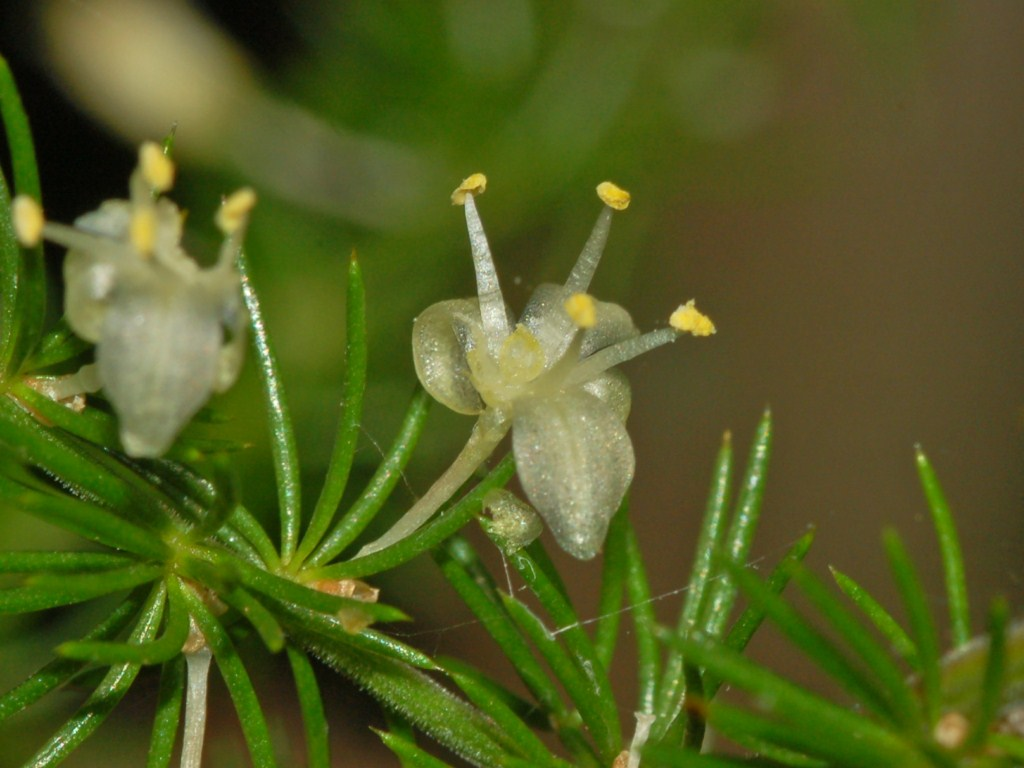
Detall de la flor
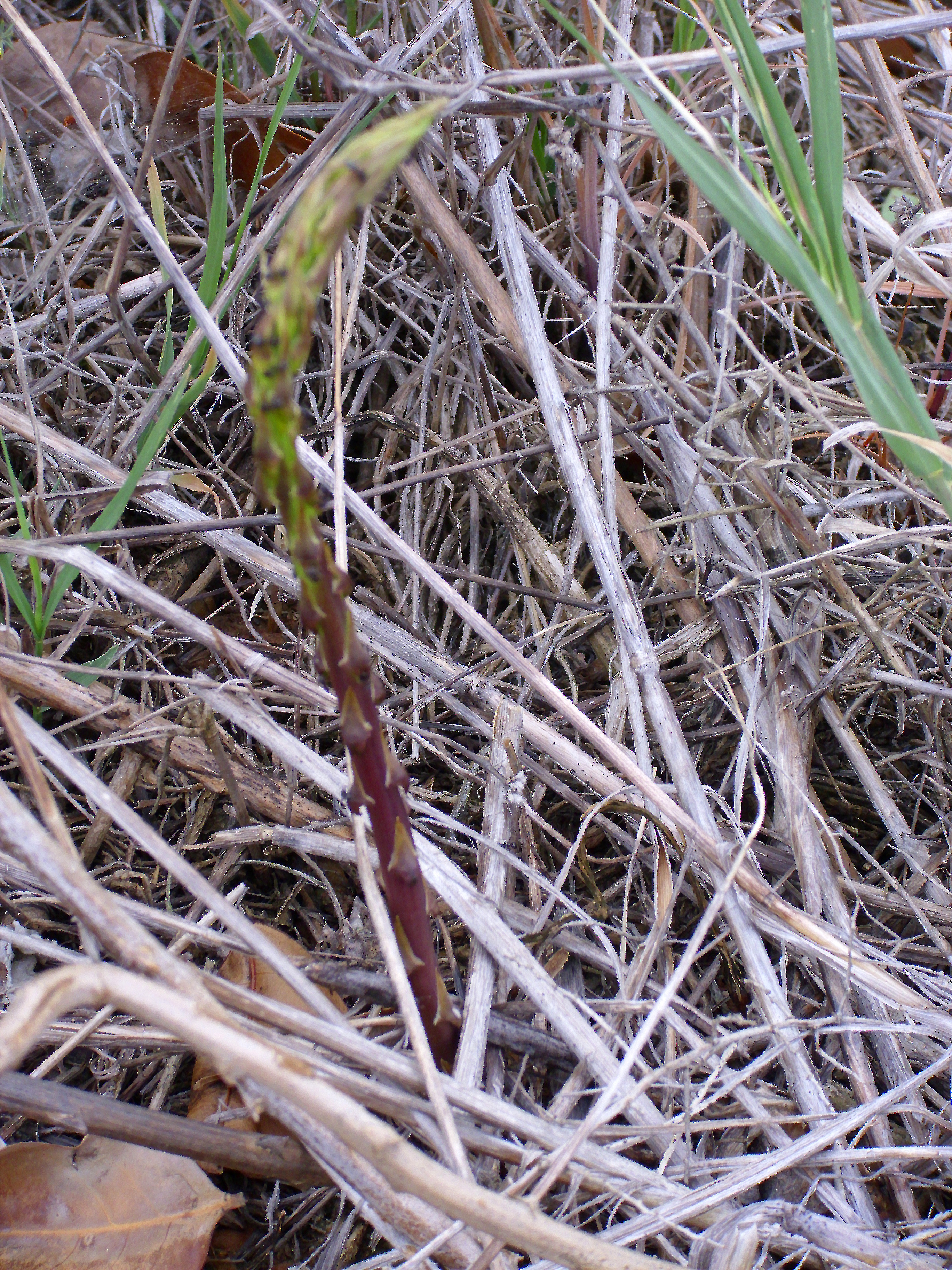
Al seu hàbitat